# Тажиев, Ибрагим Тажиевич
Ибрагим Тажиевич Тажиев (20 января 1904, ныне Караозек, Сырдарьинская область, Российская империя — 28 сентября 1960, Москва, РСФСР) — советский партийный и государственный деятель, и. о. председателя Совета Народных Комиссаров Казахской ССР (1938).

## Биография
В 1918—1919 гг. — находился в Ташкентском детском доме в связи со смертью обоих родителей. Происходит из племени Конырат Среднего жуза. 
Состоял в ВКП(б) с 1930 г.  В 1923 г. окончил Казахский Национальный институт образования в г. Ташкенте. 
Слушатель рабочего факультета при Петроградском-Ленинградском политехническом институте (1923—1926), в 1930 г. окончил Ленинградский политехнический институт имени М. И. Калинина по специальности инженер-механик по теплосиловым установкам, в 1930—1931 г. был аспирантом того же института. Кандидат технических наук (1948).
- 1930—1931 гг. — заведующий Учебной частью Всесоюзного заочного котлотурбинного института,
- 1931 г. — инженер, заместитель заведующего силовой группой треста «Оргэнерго», г. Москва,
- 1931—1932 гг. — главный инженер, управляющий филиалом «Оргэнерго» в г. Ташкенте,
- 1932—1933 гг. — управляющий трестом «Средазэнерго»,
- 1933—1936 гг. — заместитель начальника, начальник строительства Алма-Атинской ТЭЦ-1,
- 1936—1937 гг. — управляющий трестом «Алмаатаэнерго»,
- 1937—1938 гг. — заместитель народного комиссара, народный комиссар коммунального хозяйства Казахской ССР,
- 1937—1940 гг. — заместитель председателя Совнаркома Казахской ССР по вопросам строительства, промышленности, заготовок,
- май-июль 1938 — и. о. председателя Совета Народных Комиссаров Казахской ССР,
- 1940—1942 гг. — начальник строительства Карагандинской ГРЭС,
- 1942 г. — начальник строительства Карагандинского передельного металлургического завода,
- 1942—1943 гг. — начальник «Главпромэнергомонтажа» Наркомата электростанций СССР,
- 1943—1951 гг. — заместитель председателя Совета Министров и председатель Госплана Казахской ССР,
- 1951—1953 гг.— заместитель министра электростанций СССР (первый казах, ставший заместителем министра в союзном министерстве),
- 1953—1954 гг. — заместитель председателя Совета Министров Казахской ССР,
- 1954—1959 гг. — секретарь ЦК Компартии Казахстана по вопросам промышленности,
- 1959 г. — постоянный представитель Совета Министров Казахской ССР в Москве при Совете Министров СССР.

В октябре 1959 г. выведен из состава ЦК Компартии Казахстана и исключён из партии за Темиртауские события.
Похоронен на Новодевичьем кладбище в Москве (8 участок 16 ряд).

## Семья
- Жена — Леокадия Иосифовна Тажиева (в девичестве Белогривая)  (1908—1995)
  - Дочь — Лоита (1934—1976)
  - Сын — Эдгар (1937 г.р.), заслуженный энергетик РФ
  - Сын — Игорь (1947—2016), архитектор[3]

## Награды
- 2 ордена Ленина [источник не указан 3648 дней]
- Бриллиантово-рубиновая Звезда Героя Китайской Народной Республики.
- 3 Трудового Красного Знамени,
- "Знак Почета"
- Награждён многими медалями[какими?].
- 4 больших золотых медалей ВДНХ
- 6 малых золотых медалей ВДНХ

## Сочинения
- «Казахская ССР» (1947, 1956, в соавт.)
- «Задачи колхозной деревни в новой пятилетке» (1947)
- «Основные пути снижения издержек в промышленности» (1949)
- «Энергия ветра как энергетическая база электрификации сельского хозяйства» (1949, 1952)
- «Электрификация и технический прогресс» (1955)